# Adéu a la meva concubina
Adéu a la meva concubina (Bàwáng Bié Jī; xinès tradicional: 霸王別姬, xinès simplificat: 霸王别姬, que es tradueix literalment com El gran senyor abandona la seva concubina) és una pel·lícula xinesa de 1993 dirigida per Chen Kaige. Narra la història política i cultural de la Xina durant la segona meitat del Segle XX, des d'abans que es formés la República Popular Xina fins als anys 70, a través de les vides dels seus protagonistes, dos actors de l'Òpera de Pequín.
La pel·lícula, que és una adaptació de la novel·la homònima de 1985 escrita per Lilian Lee, ha estat considerada per la crítica com una de les obres principals de l'anomenada cinquena generació del cinema xinès, que l'ha portat a ser el centre d'atenció internacional.

## Argument

### Infància
La història comença amb una representació en un mercat de Pequín l'any 1924. Duan Xiaolou, al que anomenen Shitou (pedra), distreu al públic trencant-se una pedra en el cap, la qual cosa és considerat pel director com una ofensa. Cheng Dieyi, anomenat Douzi (mongeta), és fill d'una prostituta que ja no pot mantenir-lo en el bordell, per la qual cosa després de veure la representació al mercat decideix portar-ho davant el director de l'escola d'actors, el senyor Guan, el qual rebutja acollir-lo perquè té un dit de més al peu. La seva mare, per fer que l'acceptin a l'escola decideix tallar-li el dit extra. Abans dels anys 30, les escoles d'actors de l'òpera de Pequín funcionaven com a orfenats en els quals es formava als nens en acrobàcies, cant i interpretació, de manera que en arribar a adults poguessin pagar el deute que havien contret. L'entrenament a l'escola era dur i rigorós, car aconseguir la flexibilitat necessària per a les acrobàcies depèn de la realització d'exercicis, els quals poden arribar a ser molt dolorosos i els mestres assotaven a aquells que incomplien les normes.
Douzi, de qui els altres es burlen per haver viscut en un bordell, es fa amic de Shitou i tots dos s'ajuden mútuament. L'amistat entre tots dos joves serà el nexe i el tema central de la pel·lícula. Mentre que a Shitou l'entrenen per interpretar papers Jing (el protagonista masculí), Douzi és entrenat per als rols Dan. Douzi, molt obstinat, en el seu moment es nega a recitar correctament un monòleg en el qual ha de dir: "jo dona vaig néixer", dient en el seu lloc: "jo home vaig néixer", per la qual cosa se'l castiga corporalment fins que, per interferència de Shitou, accedeix a dir-ho bé.
Un dia, Shitou obre les portes de l'escola i, Douzi al costat de Laizi, un altre dels nens, escapen. Als carrers, veuen un actor famós en el seu camí a l'òpera i acudeixen a veure la representació. Douzi queda tan impressionat que decideix tornar a l'escola. En tornar, el mestre assota feroçment a Douzi, mentre Laizi l'observa, menjant-se una poma caramelitzada; després d'acabar la poma se suïcida penjant-se a la sala d'entrenament.

### Començaments en l'òpera
Amb el temps, Douzi revela un gran talent per a l'òpera realitzant el paper de la concubina Yu. Però aquest èxit li porta nous problemes: després d'una representació li ordenen anar a l'habitació d'un dels mecenes de la companyia i aquest el viola, per aconseguir que Douzi adoptés permanentment una mirada de pudor, cautela i vergonya necessària per interpretar a Dan. Després d'aquesta traumàtica experiència, els nens troben un bebè abandonat i malgrat que el director li diu que no ho faci, al·legant que "cadascú té el seu destí" (yuanfen), Douzi decideix portar-ho a l'escola.
Shitou i Douzi acaben el seu aprenentatge i es converteixen en actors famosos en l'escena operística de Pequín. Llavors, canvien els seus noms, passant a ser Duan Xiaolou (Zhang Fengyi) i Cheng Dieyi (Leslie Cheung). Dieyi és homosexual i es fa evident que està enamorat del seu amic i company d'escena. No obstant, Xiaolou és faldiller i visita sovint la "Casa de les Flors" (un bordell de certa categoria), on visita a Juxian (Gong Li). Xiaolou intervé quan un grup d'homes molesta a Juxian, qui salta des del pis superior als braços de Xiaolou. Per detenir als homes, Xiaolou fa beure a Juxian amb ell, simbolitzant un compromís. Juxian, aprofitant la situació, salda el seu deute amb la propietària de la Casa de les Flors i fent creure a Xiaolou que l'han tirat, li diu que si no compleix la seva paraula es suïcidarà. Xiaolou, divertit per la interpretació, accepta el compromís, però Dieyi, havent-ho escoltat tot, acusa a Juxian de fingir i s'enfada amb Xiaolou. Mentrestant, Dieyi és cortejat per un patró de l'òpera i ofès pel rebuig de Xiaolou, accepta els seus avanços.

### Invasió japonesa i la República Popular
Durant la invasió de la Xina, els japonesos tanquen l'escola d'òpera i empresonen Xiaolou. Juxian demana a Dieyi que el salvi i Dieyi accedeix a representar l'òpera davant els japonesos, malgrat que això seria considerat més endavant com una traïció nacional. Per Dieyi, l'òpera està per sobre de tot patriotisme i com diria més tard, els japonesos van saber apreciar la qualitat de la representació.
Quan es proclama la República Popular de la Xina el 1949, les forces militars entren en el teatre per arrestar Dieyi, i Xiaulou inicia una baralla en la qual Juxian perd el nadó que estaven esperant. Dieyi és acusat de traïció per actuar per als japonesos, i Xiaolou i Juxian demanen al seu antic amant el senyor Yuan, un ric mecenes de la seva companyia, que el rescati. Aquest en principi es nega fins que Juxian suggereix que ell també està implicat en permetre als japonesos l'entrada a l'òpera i li fa xantatge amenaçant-lo d'explicar-ho a la premsa. En el judici, els testimonis cometen perjuri, dient que Dieyi va actuar a punta de pistola, però quan arriba el seu torn de declarar ell es nega a dir que els japonesos el van torturar i van obligar a actuar. Els militars irrompen en el judici i Dieyi queda finalment en llibertat sota fiança, car ha d'actuar, ara, per a les noves autoritats. Mentrestant, comença a consumir opi, per la qual cosa la seva veu s'afebleix fins que ja no pot cantar òpera i el senyor Yuan és condemnat a mort.
Més endavant, després de la seva recuperació, les autoritats demanen a Dieyi la seva opinió sobre les noves obres comunistes i aquest respon que no són del seu grat, per la qual cosa un jove li recrimina la seva visió capitalista de l'òpera. Aquest jove resulta ser el fill que Dieyi va portar a l'escola, Xiao Si, i al que més tard va acollir i va entrenar a la seva casa per fer el paper de dan. Dieyi castiga Xiao Si pel seu atreviment en arribar a casa de la mateixa manera que un dia els seus mestres li castiguessin a ell, fent-li sostenir, de genolls, una font d'aigua sobre el cap. No obstant això, Xiao Si es nega a acceptar el càstig i abandona la casa. Als pocs dies, Xiao Si ocupa el que fos l'antic paper de Dieyi com la concubina Yu i abandona el teatre. Xiaulou, per la seva banda ha de decidir si anar-se'n amb Dieyi o conservar la seva ocupació. Xiaulou finalment surt a escena i els dos amics es distancien.

### Revolució cultural
Durant la Revolució cultural es prohibeix l'òpera, permetent-se només la representació de les obres revolucionàries, de clara ideologia maoista. Xiaulou és acusat d'haver injuriat el comunisme aformant que "si els comunistes pretenen acabar amb l'òpera ja veuran". Els acusadors són Xiao Si i el senyor Guan, cap de la companyia d'actors. Es tracta d'una caça de bruixes de la qual només és possible lliurar-se acusant un altre conegut. Així, Xiaulou acusa Dieyi de ser homosexual i d'haver estat l'amant del senyor Yuan. Dieyi, per la seva banda, acusa Juxian d'haver estat prostituta i quan la Guàrdia Roja pregunta a Xiaulou si això és veritat, ell contesta que si, i quan li pregunten si l'estima, respon que ja no la vol. Així doncs, la traïció és completa. Juxian se suïcida, no obstant això, ni Dieyi ni Xiaulou són condemnats, car seguiran representant la seva obra per al nou govern.
Onze anys després, Dieyi i Xiaulou estan practicant l'obra, la mateixa que han representat durant tota la seva vida, però a Xiaulou ja no li surt bé. Dieyi recita de nou el monòleg de la monja amb el qual s'iniciés com a intèrpret dels personatges tan (femenins), i com en els seus inicis, torna a recitar-ho malament dient: "que jo home vaig néixer, no delicada nena". Representen de nou l'escena final, en la qual la concubina Yu se suïcida amb l'espasa del rei, però aquesta vegada Dieyi se suïcida de debò.

## Premis
| Data | Premi                                    | Categoria                               | Receptor    | Resultat   |
| ---- | ---------------------------------------- | --------------------------------------- | ----------- | ---------- |
| 1993 | Festival de Cannes                       | Palma d'Or                              |             | Guanyadora |
| 1993 | Boston Society of Film Critics           | Millor pel·lícula estrangera            |             | Guanyadora |
| 1993 | Los Angeles Film Critics Association     | Millor pel·lícula estrangera            |             | Guanyadora |
| 1993 | Cercle de Crítics de Cinema de Nova York | Millor pel·lícula estrangera            |             | Guanyadora |
| 1993 | Cercle de Crítics de Cinema de Nova York | Millor actriu de repartiment            | Gong Li     | Guanyadora |
| 1993 | National Board of Review                 | Millor pel·lícula estrangera            |             | Guanyadora |
| 1994 | Globus d'Or                              | Millor pel·lícula en llengua no anglesa |             | Guanyadora |
| 1994 | Premis BAFTA                             | Millor pel·lícula de parla no anglesa   |             | Guanyadora |
| 1994 | Premis César                             | Millor pel·lícula estrangera            |             | Candidata  |
| 1994 | Premis Óscar                             | Millor pel·lícula de parla no anglesa   |             | Candidata  |
| 1994 | Premis Óscar                             | Millor fotografia                       | Gu Changwei | Candidata  |